# 2010 i sydkoreansk musik
2010 i sydkoreansk musik innebär musikrelaterade händelser i Sydkorea under år 2010.
Det bäst säljande albumet i landet under året var Bonamana av pojkbandet Super Junior, medan den bäst säljande singeln var "Bad Girl Good Girl" av tjejgruppen Miss A. Den artist som fick ta emot flest priser för årets artist vid sydkoreanska musikgalor var tjejgruppen Girls' Generation, medan den artist som fick ta emot flest priser för årets nya artist var pojkbandet CNBLUE. Årets album gick flest gånger till To Anyone av tjejgruppen 2NE1, medan årets låt gick flest gånger till "Can't Let You Go Even If I Die" av pojkbandet 2AM.
Noterbara händelser under året inkluderar bildandet av den nationella musiktopplistan Gaon Chart. Det var också första gången som Mnet Asian Music Awards hölls utomlands, detta i Macao i Kina. Under året hölls även flera större musikevenemang, flera sydkoreanska skivbolag bildades, och ett par kända musiker avled.
Noterbara debuterande musikgrupper under året som kom att ha framgångsrika framtida karriärer inkluderar tjejgrupper som Girl's Day, Miss A och Sistar, samt pojkband som Infinite, Teen Top och ZE:A. Även noterbart är bildandet av pojkbandet JYJ, bestående av tre tidigare medlemmar i pojkbandet TVXQ.

## Försäljning

### Singlar
- Lista över singelettor på Gaon Chart 2010

Den mest sålda låten genom digital nedladdning var "Can't Let You Go Even If I Die" av 2AM, medan den mest sålda låten genom strömning var "Bad Girl Good Girl" av Miss A.
| Rank | Artist                     | Sångtitel                |
| ---- | -------------------------- | ------------------------ |
| 1    | Miss A                     | "Bad Girl Good Girl"     |
| 2    | IU & Seulong               | "Nagging"                |
| 3    | MC Mong ft. Mellow         | "Sick Enough to Die"     |
| 4    | 2NE1                       | "Go Away"                |
| 5    | Girls' Generation          | "Oh!"                    |
| 6    | Wonder Girls               | "2 Different Tears"      |
| 7    | Homme                      | "I Was Able to Eat Well" |
| 8    | Supreme Team ft. Young-jun | "Then Then Then"         |
| 9    | Hot Potato                 | "Confession"             |
| 10   | Girls' Generation          | "Hoot"                   |

### Album
- Lista över albumettor på Gaon Chart 2010

| Rank | Artist            | Albumtitel               |
| ---- | ----------------- | ------------------------ |
| 1    | Super Junior      | Bonamana                 |
| 2    | Girls' Generation | Oh!                      |
| 3    | Girls' Generation | Hoot                     |
| 4    | Girls' Generation | Run Devil Run            |
| 5    | GD & TOP          | GD & TOP                 |
| 6    | SHINee            | Lucifer                  |
| 7    | 2NE1              | To Anyone                |
| 8    | JYJ               | The Beginning            |
| 9    | Super Junior      | Bonamana (nyutgåva)      |
| 10   | JYJ               | The Beginning (nyutgåva) |

## Utmärkelser
| Prisutdelning           | Kategori          | Kategori               | Kategori              | Kategori                             |
| Prisutdelning           | Årets artist      | Årets nya artist       | Årets album           | Årets låt                            |
| ----------------------- | ----------------- | ---------------------- | --------------------- | ------------------------------------ |
| Golden Disc Awards      | 10 vinnare        | Beast Secret Sistar    | Girls' Generation Oh! | 2AM "Can't Let You Go Even If I Die" |
| Korean Music Awards     | Galaxy Express    | Gate Flowers           | Garion Garion 2       | Hot Potato "Confession"              |
| Melon Music Awards      | Girls' Generation | CNBLUE                 | 2NE1 To Anyone        | 2AM "Can't Let You Go Even If I Die" |
| Mnet Asian Music Awards | 2NE1              | CNBLUE Miss A          | 2NE1 To Anyone        | Miss A "Bad Girl Good Girl"          |
| Seoul Music Awards      | Girls' Generation | CNBLUE Sistar The Boss | Psy PsyFive           | IU "Good Day"                        |

## Händelser

### Evenemang
- 3 februari: Seoul Music Awards 2009 hålls i Olympic Fencing Gymnasium i Seoul.[5]
- 28 november: Mnet Asian Music Awards 2010 hålls i Cotai Arena, The Venetian Macao i Macao (Kina).[6]
- 9 december: Golden Disc Awards 2010 hålls i Hwajeong Gym i Seoul.[7]
- 15 december: Melon Music Awards 2010 hålls i Grand Peace Palace, Kyunghee Unviersity i Seoul.[8]

### Bildanden
- B2M Entertainment (skivbolag)
- CJ E&M (skivbolag)
- Gaon Chart (musiktopplista)[9][10]
- YMC Entertainment (skivbolag)

### Avlidna
- Choi Jin-young, född 17 november 1970, död 29 mars 2010, var en manlig sydkoreansk sångare som gick under artistnamnet SKY. Han begick självmord 39 år gammal.[11]
- Park Yong-ha, född 12 augusti 1977, död 30 juni 2010, var en manlig sydkoreansk sångare. Han begick självmord 32 år gammal.[12]

## Artister

### Debuterande musikgrupper
|          |
| GD & TOP |

|            |
| Girl's Day |

|       |
| Homme |

|     |
| JYJ |

|        |
| Miss A |

|            |
| Nine Muses |

|                |
| Orange Caramel |

|        |
| Sistar |

|          |
| Teen Top |

|      |
| ZE:A |

### Medlemsförändringar
- 2PM: Jay Park lämnar gruppen.
- After School: Lizzy går med gruppen.
- Girl's Day: Yura och Hyeri går med gruppen. Jisun och Jiin lämnar gruppen.
- Jewelry: Semi går med gruppen.
- Nine Muses: Hyuna går med gruppen. Jaekyung lämnar gruppen.
- Sunny Hill: Kota går med gruppen.
- Super Junior: Hankyung lämnar gruppen.
- T-ara: Hwayoung går med gruppen.
- Wonder Girls: Hyerim går med gruppen. Sunmi lämnar gruppen.

## Albumsläpp

### Första kvartalet
| Datum    | Artist            | Albumtitel                     |
| Januari  | Januari           | Januari                        |
| -------- | ----------------- | ------------------------------ |
| 7        | ZE:A              | Nativity                       |
| 14       | CNBLUE            | Bluetory                       |
| 21       | 2AM               | Can't Let You Go Even If I Die |
| 21       | Gavy NJ           | Sunflower                      |
| 28       | Girls' Generation | Oh!                            |
| Februari |                   |                                |
| 3        | U-KISS            | Only One                       |
| 17       | Kara              | Lupin                          |
| Mars     |                   |                                |
| 1        | Beast             | Shock of the New Era           |
| 3        | T-ara             | Breaking Heart                 |
| 4        | SG Wannabe        | Cho Young Soo All Star 2.5     |
| 9        | Epik High         | Epilogue                       |
| 11       | F.Cuz             | No One                         |
| 18       | 2AM               | I Was Wrong                    |
| 22       | Girls' Generation | Run Devil Run                  |
| 25       | After School      | Bang!                          |
| 25       | ZE:A              | Leap for Detonation            |
| 30       | 8Eight            | The Bridge                     |

### Andra kvartalet
| Datum | Artist           | Albumtitel           |
| April | April            | April                |
| ----- | ---------------- | -------------------- |
| 1     | Secret           | Secret Time          |
| 6     | Brown Eyed Girls | Festa On Ice 2010    |
| 8     | Lee Hyori        | H-Logic              |
| 30    | Gummy            | Loveless             |
| Maj   |                  |                      |
| 4     | f(x)             | Nu ABO               |
| 6     | Davichi          | Innocence            |
| 13    | Super Junior     | Bonamana             |
| 15    | Wonder Girls     | 2 Different Tears    |
| 17    | MBLAQ            | Y                    |
| 19    | 4Minute          | Hit Your Heart       |
| 19    | CNBLUE           | Bluelove             |
| 24    | SG Wannabe       | Greetings            |
| 24    | SS501            | Destination          |
| Juni  |                  |                      |
| 9     | Infinite         | First Invasion       |
| 17    | Orange Caramel   | The First Mini Album |

### Tredje kvartalet
| Datum     | Artist        | Albumtitel            |
| Juli      | Juli          | Juli                  |
| --------- | ------------- | --------------------- |
| 1         | Miss A        | Bad But Good          |
| 8         | Narsha        | Narsha                |
| 9         | Girl's Day    | Girl's Day Party #1   |
| 9         | Teen Top      | Come into the World   |
| 14        | G.NA          | Draw G's First Breath |
| 19        | SHINee        | Lucifer               |
| 28        | Homme         | Homme by Hitman Bang  |
| Augusti   |               |                       |
| 5         | BoA           | Hurricane Venus       |
| 12        | Nine Muses    | Let's Have a Party    |
| 12        | Secret        | Madonna               |
| 25        | F.T. Island   | Beautiful Journey     |
| September |               |                       |
| 9         | 2NE1          | To Anyone             |
| 27        | Miss A        | Step Up               |
| 28        | Beast         | Mastermind            |
| 30        | Lim Jeong-hee | It Can't Be Real      |

### Fjärde kvartalet
| Datum    | Artist            | Albumtitel                        |
| Oktober  | Oktober           | Oktober                           |
| -------- | ----------------- | --------------------------------- |
| 4        | SHINee            | Hello                             |
| 4        | U-KISS            | Break Time                        |
| 8        | Gain              | Step 2/4                          |
| 11       | 2PM               | Still 02:00PM                     |
| 14       | JYJ               | The Beginning                     |
| 19       | SG Wannabe        | SG Wannabe by SG Wannabe 7 Part.I |
| 26       | 2AM               | Saint o'Clock                     |
| 27       | Girls' Generation | Hoot                              |
| November |                   |                                   |
| 1        | December          | A Story to the Sky                |
| 9        | Beast             | Lights Go On Again                |
| 10       | Kara              | Jumping                           |
| 17       | Dia               | My Story (1Carat)                 |
| 18       | F.Cuz             | Gorgeous                          |
| 18       | Orange Caramel    | The Second Mini Album             |
| 24       | Gavy NJ           | Glossy                            |
| December |                   |                                   |
| 1        | T-ara             | Temptastic                        |
| 7        | After School      | Happy Pledis                      |
| 9        | IU                | Real                              |
| 9        | Wax               | Fall in... Part 1                 |
| 21       | Beast             | My Story                          |
| 24       | GD & TOP          | GD & TOP                          |